# Borís Orlovski
Borís Ivánovich Orlovski (en ruso: Борис Иванович Орловский, 1796 - 28 de diciembre de 1837) fue un escultor ruso.

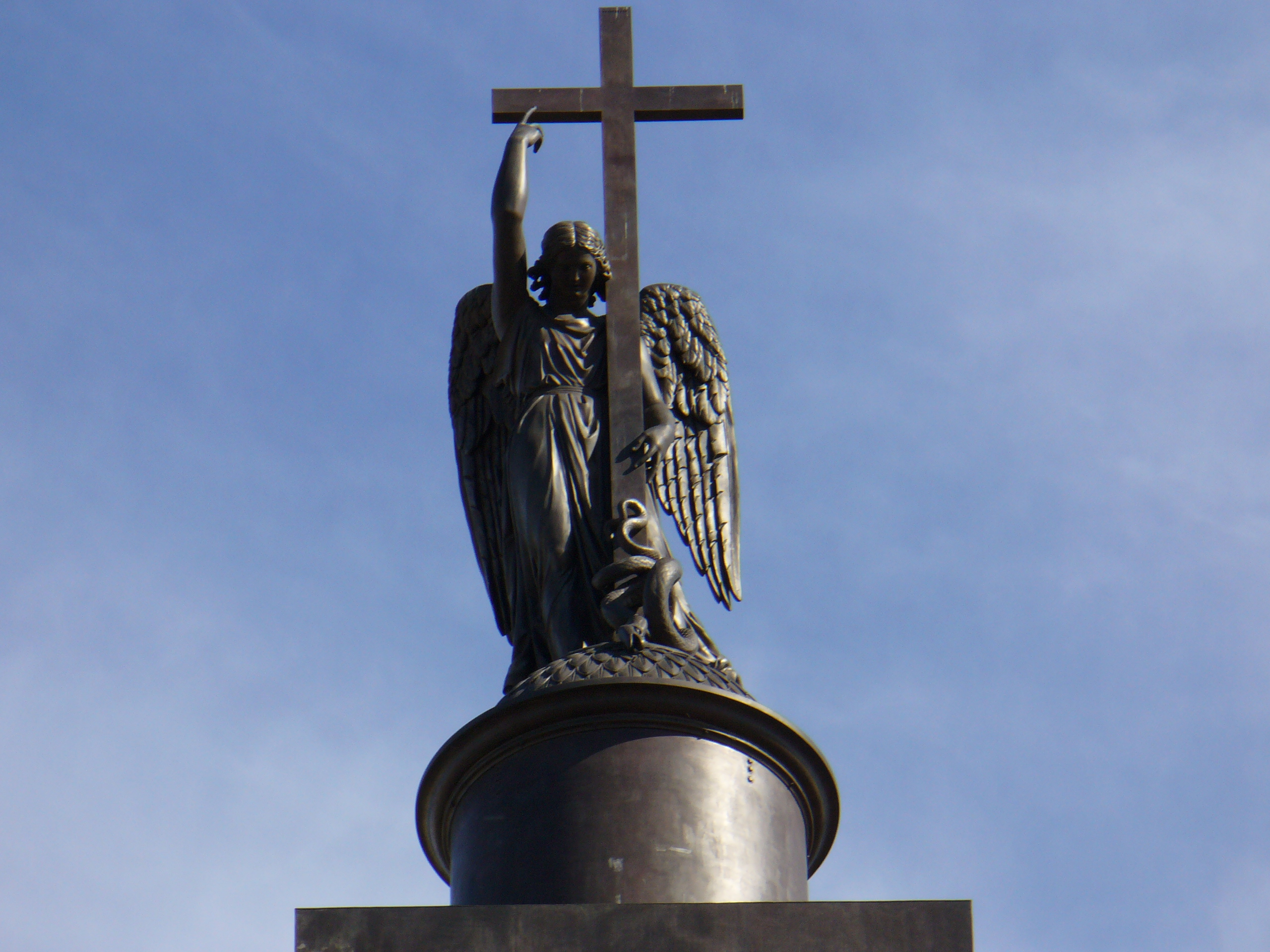
La parte superior de la Columna de Alejandro muestra la estatua de un ángel portando una cruz, realizado por Orlovski.

Nacido en una familia de campesinos en Tula, Rusia, su talento artístico le llevó a ser liberado por su amo y enviado a la Academia Imperial de las Artes en San Petersburgo. Después de estudiar en Italia bajo Bertel Thorvaldsen, volvió a enseñar como profesor en la Academia donde había sido alumno. Al mismo tiempo, mejoró su habilidad en los talleres de Santino Campioni y Agostino Triscorni. Boris Orlovski murió en 1837 en San Petersburgo.
Orlovski realizó las estatuas de  Kutúzov y  Barcláy de Tolly, frente de la catedral de Kazán revelan un trasfondo realista en su trabajo neoclásico, caracterizado por el Ángel en la parte superior de la columna de Alejandro en la plaza del Palacio de San Petersburgo.

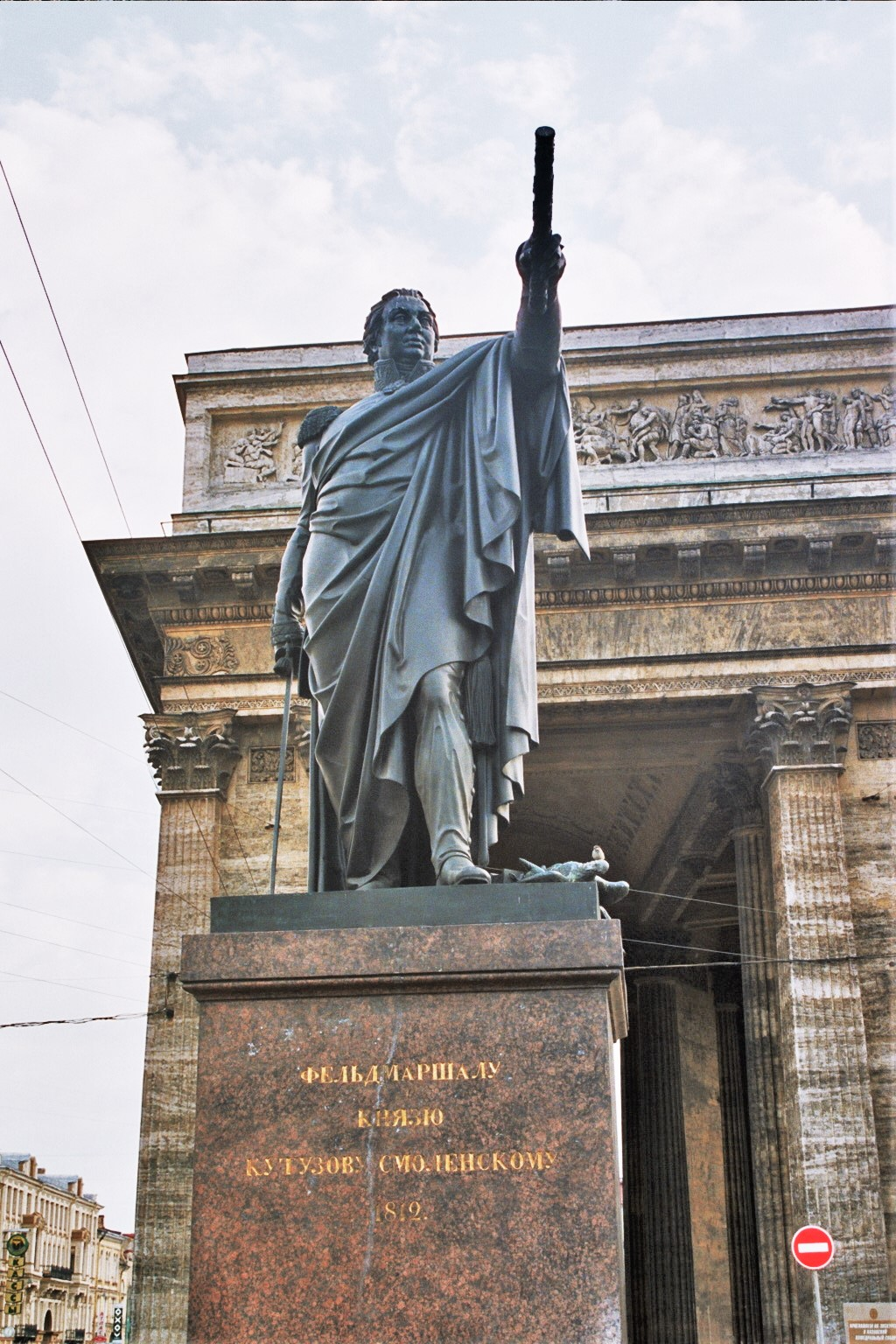
Orlovski, estatua de Mijaíl Kutúzov frente a la catedral de Kazán
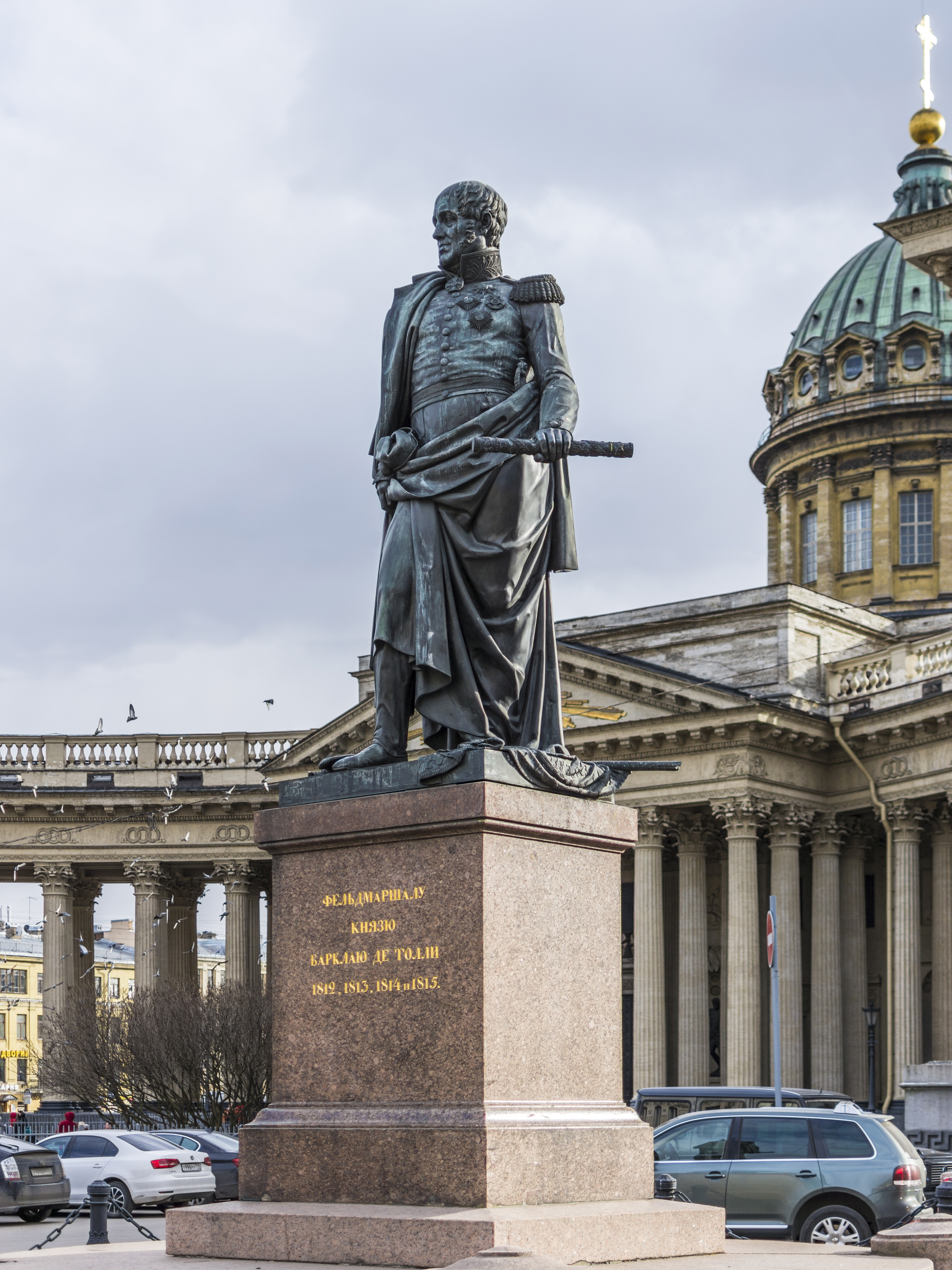
Orlovski, estatua de Mijaíl Barcláy de Tolly frente a la catedral de Kazán
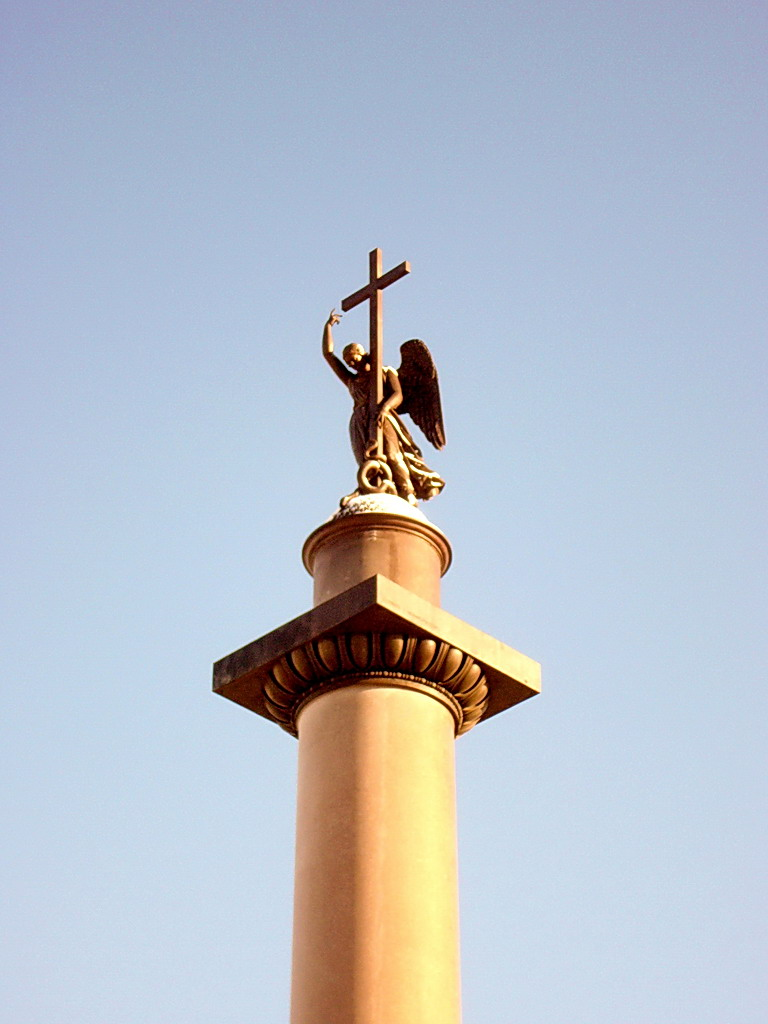
Ángel en la Columna de Alejandro